# ブランドン・ザッチ
ブランドン・ザッチ（Brandon Thatch、1985年7月11日 - ）は、アメリカ合衆国の男性総合格闘家。コロラド州デンバー出身。エレベーション・ファイトチーム所属。
空手家、キックボクサーのクラーレンス・ザッチは義父。

## 来歴
母子家庭で育ち、5歳からクラーレンス・ザッチの指導で空手を始め、17歳でキックボクシングデビュー。後にクラーレンスが母親と再婚したため親子となる。2008年にプロ総合格闘技デビュー。
2011年4月16日、ROF Young Gunsウェルター級王座決定戦でクリス・ホーランドと対戦し、パウンドでKO勝ちを収め王座獲得に成功した。

### UFC
2013年8月28日、UFC初参戦となったUFC Fight Night: Condit vs. Kampmann 2でジャスティン・エドワーズと対戦し、パウンドでTKO勝ち。ノックアウト・オブ・ザ・ナイトを受賞した。
2013年11月9日、UFC Fight Night: Belfort vs. Hendersonでパウロ・チアゴと対戦し、ボディへの膝蹴りでKO勝ちを収めた。
2015年2月14日、1年3か月ぶりの復帰戦となったUFC Fight Night: Henderson vs. Thatchでライト級ランキング5位のベン・ヘンダーソンと対戦し、リアネイキドチョークで一本負け。ファイト・オブ・ザ・ナイトを受賞した。
2015年7月11日、UFC 189でウェルター級ランキング15位のグンナー・ネルソンと対戦し、リアネイキドチョークで一本負け。

## 人物・エピソード
- 義父のクラーレンスはアメリカン・トップチームで打撃コーチをしている[4]。

## 戦績
| 総合格闘技 戦績 | 総合格闘技 戦績 | 総合格闘技 戦績 | 総合格闘技 戦績 | 総合格闘技 戦績 | 総合格闘技 戦績 | 総合格闘技 戦績 |
| --------------- | --------------- | --------------- | --------------- | --------------- | --------------- | --------------- |
| 16 試合         | (T)KO           | 一本            | 判定            | その他          | 引き分け        | 無効試合        |
| 11 勝           | 8               | 3               | 0               | 0               | 0               | 0               |
| 5 敗            | 0               | 4               | 1               | 0               | 0               | 0               |

| 勝敗 | 対戦相手                     | 試合結果                         | 大会名                                                         | 開催年月日     |
| ×    | ニコ・プライス               | 1R 4:30 肩固め                   | UFC 207: Nunes vs. Rousey                                      | 2016年12月30日 |
| ×    | シアー・バハドゥルザダ       | 3R 4:11 肩固め                   | UFC 196: McGregor vs. Diaz                                     | 2016年3月5日   |
| ×    | グンナー・ネルソン           | 1R 2:54 リアネイキドチョーク     | UFC 189: Mendes vs. McGregor                                   | 2015年7月11日  |
| ×    | ベン・ヘンダーソン           | 4R 3:58 リアネイキドチョーク     | UFC Fight Night: Henderson vs. Thatch                          | 2015年2月14日  |
| ○    | パウロ・チアゴ               | 1R 2:10 KO（ボディへの膝蹴り）   | UFC Fight Night: Belfort vs. Henderson                         | 2013年11月9日  |
| ○    | ジャスティン・エドワーズ     | 1R 1:23 TKO（右フック→パウンド） | UFC Fight Night: Condit vs. Kampmann 2                         | 2013年8月28日  |
| ○    | マイク・ローデス             | 1R 2:22 リアネイキドチョーク     | RFA 7: Thatch vs. Rhodes                                       | 2013年3月22日  |
| ○    | マルタン・グランモン         | 1R 1:55 リアネイキドチョーク     | Instinct MMA: Instinct Fighting 4                              | 2012年6月29日  |
| ○    | ジョリー・エリクソン         | 1R 0:18 KO（膝蹴り）             | Instinct MMA: Instinct Fighting 3                              | 2012年3月31日  |
| ○    | パトリック・ヴァユー         | 1R 0:15 TKO（パンチ連打）        | Instinct MMA: Instinct Fighting 2                              | 2011年12月2日  |
| ○    | チディ・ヌジョクアニ         | 1R 0:53 TKO（パンチ連打）        | Ring of Fire 41: Bragging Rights                               | 2011年8月20日  |
| ○    | クリス・ホーランド           | 1R 0:19 KO（パウンド）           | Ring of Fire 40: Backlash 【Young Gunsウェルター級王座決定戦】 | 2011年4月16日  |
| ○    | ダニー・デイヴィス・ジュニア | 1R 4:12 リアネイキドチョーク     | Ring of Fire 39: Summer Brawl 2                                | 2010年8月27日  |
| ○    | マイケル・アラント           | 1R 0:18 KO（ハイキック）         | Ring of Fire 33: Adrenaline                                    | 2009年1月10日  |
| ×    | ブランドン・マガナ           | 3分3R終了 判定1-2                | Strikeforce: At The Mansion 2                                  | 2008年9月20日  |
| ○    | マイク・クリスマン           | 1R 0:38 TKO（膝蹴り）            | Ring of Fire 32: Respect                                       | 2008年6月13日  |

## 獲得タイトル
- ROF Young Gunsウェルター級王座（2011年）

## 表彰
- UFC ファイト・オブ・ザ・ナイト（1回）
- UFC ノックアウト・オブ・ザ・ナイト（1回）